# نانسي نورمان
نانسي نورمان (بالإنجليزية: Nancy Norman)‏ هي مغنية أمريكية، ولدت في 23 أبريل 1925.

## وصلات خارجية
- نانسي نورمان على موقع ميوزك برينز (الإنجليزية)
- نانسي نورمان على موقع ديسكوغز (الإنجليزية)